# Grb Rumunjske
Grb Rumunjske čini zlatni orao koji drži križ (simbol vlasti) u kljunu, skiptar (simbol vlasti) i mač (simbol snage) u kandžama. Tri boje na grbu istovjetne su onima sa zastave - crvena, žuta i plava.
Štit na grudima podijeljen je na pet dijelova, koji simboliziraju pet povijesnih pokrajina Rumunjske:
- zlatni orao - Vlaška
- bikova glava - Moldavija
- dupini - Sjeverna Dobrudža
- sedam zamaka, orao, sunce, mjesec - Transilvanija (Erdelj)
- lav - Banat

- Grb Rumunjskoga Kneževstva (veliki)
- Grb Rumunjskoga Kraljevstva (srednji)
- Prvi grb NR Rumunjske (1948-1948)
- Grb SR Rumunjske
(do 1989.)